# Martin Bernard

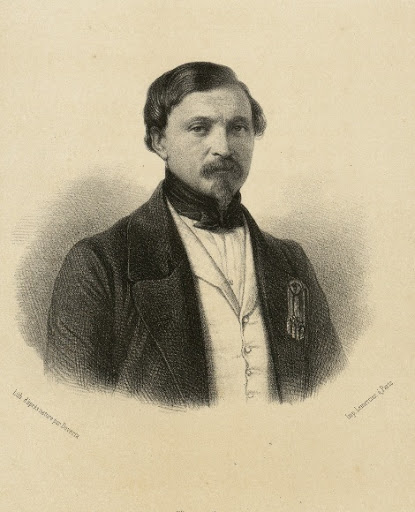
Martin Bernard.

Aristide-Martin Bernard, född den 17 september 1808 i Montbrison, död den 22 oktober 1883 i Paris, var en fransk politiker.
Bernard var till en början boktryckare, kastade sig vid julirevolutionens utbrott 1830 in i politiken och deltog flitigt i barrikadstriderna. Han blev under Ludvig Filips regering en av de ivrigaste anhängarna av de hemliga sällskapen och de republikanska idéerna, var jämte Barbès och Blanqui ledare för upprorsförsöket 1839 och hölls därför fängslad till 1848, men blev då regeringskommissarie i flera departement och invald i nationalförsamlingen, där han slöt sig till "berget". Han tog verksam del i upploppet 13 juni 1849 och måste därefter fly ur landet. 1859 års amnesti återförde honom till Frankrike, och efter fransk-tyska kriget kom han in i nationalförsamlingen, där han hörde till yttersta vänstern, men ej spelade någon framträdande roll. Efter att ha fallit igenom vid valen 1876, drog han sig tillbaka till privatlivet samt dog fattig och obemärkt på ett sjukhus. Sin fångenskap beskrev han i Dix ans de prison au Mont Saint-Michel et à Doullens (1852).